# Fistule artério-veineuse

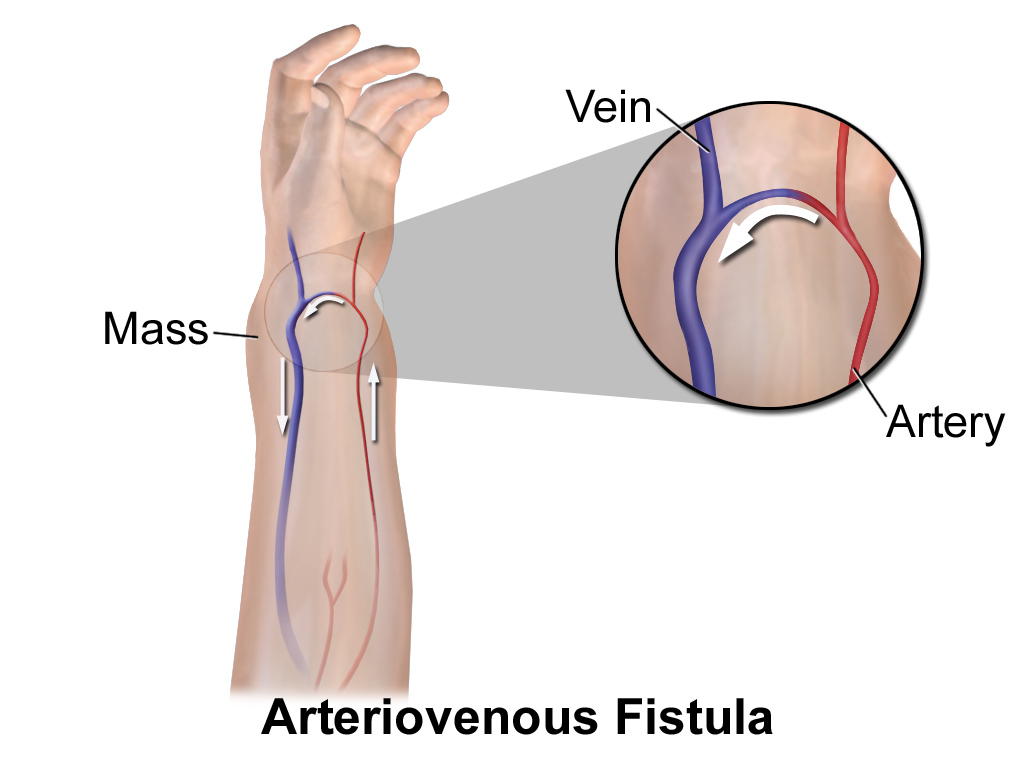
Schéma d'une fistule artério-veineuse

Une fistule artério-veineuse est une communication non physiologique entre une artère et une veine, court-circuitant le réseau capillaire. Elle peut être congénitale, accidentelle mais aussi volontaire, faite au cours d'une intervention chirurgicale dans le cadre d'une insuffisance rénale chronique pour laquelle une indication d'hémodialyse est portée.

## Historique
Les premières fistules artificielles ont été réalisées dans les années 1960.
La plus ancienne fistule connue en France est celle d'un patient en nutrition parentérale, depuis 1977. Celle-ci fut implantée en 1981 à Necker à Paris par le professeur Révillon[réf. nécessaire].

## But
La création d'une communication entre une artère et une veine sous cutanée permet d'augmenter de façon importante le débit dans cette dernière qui va se dilater progressivement. Sa fonction permet l'utilisation de canules à haut débit telles qu'elles sont utilisées lors d'une hémodialyse.
Le débit de la fistule est de l'ordre de 1,5 l/min.

## Réalisation
Elle se fait de manière chirurgicale : le chirurgien choisit une artère du membre supérieur, à proximité d'une veine superficielle et fait une anastomose des deux vaisseaux. Le bras choisi est habituellement le côté non dominant (gauche pour un droitier) et la fistule est réalisée le plus distalement possible (avant-bras). Elle peut être posée au niveau de la cuisse (le néphrologue américain James Cimino ayant été le pionnier des premières fistules artério-veineuses en 1965, publiant sur le sujet l'année suivante).

## Précautions
Il est conseillé de protéger la fistule des traumatismes et plaies éventuelles, d'éviter les efforts importants au niveau du bras concerné, d'éviter de dormir sur ce bras, de porter montre ou bijoux sur le membre concerné, de l'utiliser pour prendre la tension ou pour un prélèvement sanguin.

## Effets secondaires et complications
La fistule formée peut-être insuffisante en débit pour être utilisée, ce qui nécessite une nouvelle intervention
Elle peut être, au contraire, trop importante. Elle peut alors occasionner deux types de problèmes :
- un bas débit en aval (au niveau de la main qui peut devenir ischémique[5], se manifestant par une pâleur, une faiblesse, une main froide, avec des picotements à son niveau, voire une douleur) ;
- une augmentation du débit cardiaque pouvant conduire, à l’extrême, à une insuffisance cardiaque, dite « à débit élevé »[6].

Il peut exister des complications infectieuses, soit secondaires à l'intervention elle-même, soit à l'utilisation de la fistule.
Elle peut se thromboser, pouvant alors nécessiter une ré-intervention. À un degré moindre, elle peut se rétrécir (sténose) avec une importante diminution du débit. Cette complication peut être traité par une angioplastie.

## Technique alternative
Un shunt peut être créé à l'aide d'un matériel artificiel reliant la veine et l'artère. Cette intervention comporte plus de risques infectieux que la réalisation d'une simple fistule.
L'abord vasculaire peut également être fait par ponction d'une voie veineuse centrale, idéalement de manière tunellisée (long parcours sous cutané du cathéter, permettant de diminuer les risques d'infection.
En cas d'impossibilité ou de trop grande difficulté d'abord vasculaire, une dialyse péritonéale doit être discutée.